# L-funkcija
L-funkcija je v matematiki meromorfna funkcija v kompleksni ravnini povezana z več kategorijami matematičnih objektov. L-vrsta je potenčna vrsta po navadi konvergentna na polravnini, iz katere prek analitičnega nadaljevanja izhaja L-funkcija.
Teorija L-funkcij je postala zelo obsežna in je še vedno polna domnev. Je del analitične teorije števil. V njej so skonstruirane široke razširitve Riemannove funkcije ζ in L-vrst za Dirichletov karakter. Na sistematičen način se v njej obravnavajo njihove splošne značilnosti, ki so v večini primerov še vedno zunaj dosega dokazov.

## Konstrukcija
Na začetku se razlikuje med L-vrsto, predstavitvijo z neskončnimi vrstami (na primer Dirichletova vrsta za Riemannovo funkcijo ζ) in L-funkcijo, funkcijo v kompleksni ravnini, ki je njeno analitično nadaljevanje. Splošne konstrukcije se začnejo z L-vrsto, ki je najprej definirana kot Dirichletova vrsta, nato pa z razvojem kot Eulerjev produkt indeksiranim s praštevili. Potrebne so ocene za dokaz, da vrsta konvergira v kakšni pravi polravnini kompleksnih števil. Potem se preuči ali se lahko tako definirana funkcija analitično nadaljuje na preostanek kompleksne ravnine s kakšnimi dodatnimi poli.
To je (domnevno) meromorfno nadaljevanje na kompleksno ravnino, ki se imenuje L-funkcija. V klasičnih primerih so uporabne informacije vsebovane v vrednostih in obnašaju L-funkcij v točkah, kjer predstavitev z vrsto ne konvergira. Splošni izraz L-funkcija vsebuje mnoge znane vrste funkcij ζ. Selbergov razred poskuša zaobjeti glavne značilnosti L-funkcij v nizu aksiomov, in tako vzpodbuja raziskovanje značilnosti razreda namesto posameznih funkcij.

## Domnevne informacije
Lahko se poda seznam značilnosti znanih primerov L-funkcij, ki se jih želi posplošiti:
- lega ničel in polov,
- funkcijska enačba (L-funkcija) glede na navpično premico {\displaystyle \Re (s)={\text{konst.}}\,},
- zanimive vednosti za cela števila.

Iz podrobnega dela izhajajo mnoge domneve, na primer o eksaktni vrsti funkcijske enačbe, ki bi veljala. Ker je Riemannova funkcija ζ s svojimi vrednostmi za pozitivna soda cela števila (in negativna liha cela števila) povezana z Bernoullijevimi števili, se išče ustrezna posplošitev tega pojava. V takšnem primeru so se našli rezultati za p-adične L-funkcije, ki opisujejo določene Galoisove module.
Statistika porazdelitev ničel je zanimiva zaradi njene povezave s problemi, kot so posplošena Riemannova domneva, porazdelitev praštevil ipd. Zanimive so tudi povezave s teorijo slučajnih matrik in kvantnim kaosom. Fraktalno zgradbo porazdelitev so raziskovali s pomočjo analize reskaliranega obsega. Samopodobnost porazdelitev ničel je pomembna in jo označuje velika fraktalna razsežnost 1,9. Ta precej velika fraktalna razsežnost je najdena prek ničel, ki pokrivajo vsaj petnajst stopenj velikost Riemannove funkcije ζ, in tudi za ničle drugih L-funkcij različnih stopenj in vodnikov.

## Birch-Swinnerton-Dyerjeva domneva
Eden od vplivnih primerov tako za zgodovino bolj splošnih L-funkcij in kot še vedno odprti raziskovalni problem je domneva, ki sta jo razvila Bryan John Birch in Peter Swinnerton-Dyer v prvi polovici 1960-ih. Velja za eliptično krivuljo {\displaystyle E\,}, in problem, ki ga poskuša rešiti, je napoved ranga eliptične krivulje nad racionalnimi števili (ali kakšnim drugim globalnim poljem): številom prostih generatorjev svoje grupe racionalnih točk. Veliko predhodnega dela na tem območju se združuje okrog boljšega razumevanja L-funkcij. To je včasih kot vzorčni primer porajajoče teorije L-funkcij.

## Vzpon splošne teorije
Ta razvoj je za nekaj let prehitel Langlandsov program in se ga lahko šteje za dopolnilnega: Langlandsovo delo se v veliki meri navezuje na Artinove L-funkcije, ki so bile kot Heckejeve L-funkcije definirane več desetletij prej, in na L-funkcije pridružene k splošnim avtomorfnim reprezentacijam.
Postopoma je postalo jasneje v kakšnem smislu se lahko skonstruirajo Hasse-Weilove funkcije ζ, da dajo veljavne L-funkcije v analitičnem smislu: mora biti določena količina vnosa iz analize, kar pomeni avtomorfne analize. Splošni primer sedaj združuje konceptualni nivo številnih različnih raziskovalnih programov.